# Lijst van hogeronderwijsinstellingen in Estland
Hieronder een (incomplete) lijst van de hogeronderwijsinstellingen in Estland. Tallinn is verreweg de belangrijkste stad voor het hoger onderwijs in het land. Naast Tallinn is Tartu de enige stad waar ook hoger onderwijsinstellingen gevestigd zijn.

## Tallinn
- Estische Kunstacademie (Tallinn)
- Estische Muziekacademie (Tallinn)
- Technische Universiteit Tallinn (Tallinn)
- Estische Maritieme Academie (Tallinn)
- Universiteit van Tallinn (Tallinn)
- Academie Nord (Tallinn)
- Audentes Internationale Universiteit (Tallinn)
- EuroUniversiteit (Tallinn)
- Estisch Theologisch Instituut (Tallinn)
- Estonian Business School (Tallinn)
- Technische Hogeschool Tallinn (Tallinn)

## Tartu
- Universiteit van Tartu (Tartu)
- Estische Universiteit voor Milieuwetenschappen (Tartu)